# Министерство сельского хозяйства и продовольствия Норвегии
Министерство сельского хозяйства и продовольствия Норвегии создано 17 февраля 1900 года и отвечает за сельское хозяйство, лесное хозяйство и продовольствие в Норвегии. 

## История
Министерство было создано королевским указом от 17 февраля 1900 года, под названием «Королевское министерство сельского хозяйства». До этого, соответствующими компетенциями обладало Министерство внутренних дел (ныне упразднённое), которое, как и многие министерства внутренних дел того времени, занималось не охраной правопорядка, а социальной сферой. Новосозданное министерство объединяло Лесное управление, Ветеринарное управление и Управление сельского хозяйства, выведенные перед этим из состава министерства внутренних дел. 
Во время Второй мировой войны костяк сотрудников министерства сумел эвакуироваться в Лондон. 1 октября 2004 года название ведомства было изменено на современное.

## Организация и устройства
Некоторые департаменты министерства:
- Департамент по административным и экономическим вопросам
- Департамент политики лесного природопользования и природных ресурсов
- Департамент продовольственной политики
- Департамент аграрной политики
- Департамент политических исследований, инноваций и регионального развития